# Gefreiter
Gefreiter (abr. Gefr. [în germană > „Scutit”]) este un grad militar în forțele armate germane, elvețiene și austriece care a existat încă din secolul al XVI-lea. El este, de obicei, cel de-al doilea rang sau grad în care putea fi promovat un soldat, aviator sau marinar.
Gradul modern de Gefreiter este echivalent, de obicei, în sistemul de gradație NATO cu OR-2. Cuvântul a fost împrumutat în limba rusă și este utilizat în unele forțe armate ruse și post-sovietice.

## Germania

### Bundeswehr
Gefreiter (abr. Gefr. sau G.) este cel de-al doilea grad de recrut în Armata Germană modernă (Heer), în Forțele Aeriene (Luftwaffe) și Navale (Marine) din Bundeswehr. Potrivit sistemului de graduri NATO, Gefreiter este echivalent cu OR-2 pe scala standard NATO, gradul este astfel echivalent fie cu cel de soldat, soldat de clasa I, vice-caporal sau caporal, în funcție de forța militară a NATO utilizată pentru comparație. El este gradul A4 în grila de salarizare a Ministerului Federal al Apărării.
Secvența gradelor (de sus în jos) în acest grup particular (Unteroffiziere mit Portepee) este următoarea:
- OR a-4a: Oberstabsgefreiter
- OR-4b: Stabsgefreiter
- OR-3a: Hauptgefreiter
- OR-3b: Obergefreiter
- OR-2: Gefreiter
- OR-1: Soldat/Schütze (Armată), Flieger (Forțele Aeriene), Matrose (Marină)

În conformitate cu condițiile de avansare în grad ale Bundeswehr, personalul militar OR-1 poate fi promovat la gradul OR-2, după efectuarea unei pregătiri primare a recruților (de obicei, după o perioadă cuprinsă între trei și șase luni, în funcție de ramura de serviciu și a curriculum-ului) pentru gradul de Gefreiter.

### Wehrmacht

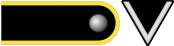
Fostele însemne de grad ale unui Gefreiter în Wehrmacht (Ilustrație: aviatorul Flieger din Luftwaffe purta pe umăr epoletul cu dungi galbene și însemnele de Gefreiter pe mâneca stângă sus).

În perioada existenței Armatei Regale Prusace, Armatei Imperiale a Imperiului German, Reichswehr-ului și Wehrmacht-ului, gradul de Gefreiter a fost considerat echivalent cu gradul de Lance corporal în Armata Britanică, cu Obergefreiter ca senior lance corporal sau mai degrabă ca second corporal în artilerie, iar gradul de caporal era echivalent cu cel de Unteroffizier (subofițer subordonat) care a înlocuit gradul de Korporal din 1856. În cadrul forțelor de uscat ale Wehrmacht-ului, gradul de Oberschütze (pușcaș superior) era situat între gradele de Gefreiter și Schütze/Soldat („pușcaș obișnuit/soldat”). În perioada modernă gradul de Unteroffizier este acum considerat echivalent cu cel de sergent și mai puțin cu cel de caporal, având gradul echivalent NATO OR-5.
Unul dintre cei mai cunoscuți posesori ai gradului de Gefreiter a fost Adolf Hitler, care a avut acest grad în Regimentul 16 Infanterie de Rezervă Bavareză al Armatei Regale Bavareze în timpul Primului Război Mondial.

## Austria
Gefreiter (abr. Gfr) este un grad militar în forțele militare austriece Bundesheer. El este comparabil cu cel de militari OR2/ soldat clasa I în forțele armate ala țărilor anglofone. Cu toate acestea, în Bundesheer el aparține așa-numitelui corp al gradaților (OR2-OR4).

### Armata Austro-Ungară
În Armata Austro-Ungară (1867-1918) gradul de Gefreiter (maghiară Őrvezetö) corespundea cu cele de Patrouilleführer și Vormeister. El a fost folosit de k.u.k. Kaiserjäger, precum și de Feldjäger, trupele Standschützen, Cavaleria Imperială, Corpul medical și trupele de infanterie.
Însemnele de grad de atunci erau o singură stea albă pe gulerul așa-numitei Waffenrock (tunică).
Însemne de grad
| descriere         | Patrouilleführer  | Patrouilleführer  | Patrouilleführer | Gefreiter        | Gefreiter        | Gefreiter        | Vormeister      |
| Vânători de munte | Pușcași           | Mitraliori        | Infanterie IR 7  |                  |                  |                  |                 |
| ramură            | Pușcași           | Pușcași           | Cavalerie        | Infanterie       | Infanterie       | Geniu            | Artilerie       |
| (echivalent)      | (Pușcași clasa I) | (Pușcași clasa I) | (Soldat clasa I) | (Soldat clasa I) | (Soldat clasa I) | (Soldat clasa I) | (Tunar clasa I) |

Uniforme de gefreiter în trupele de infanterie

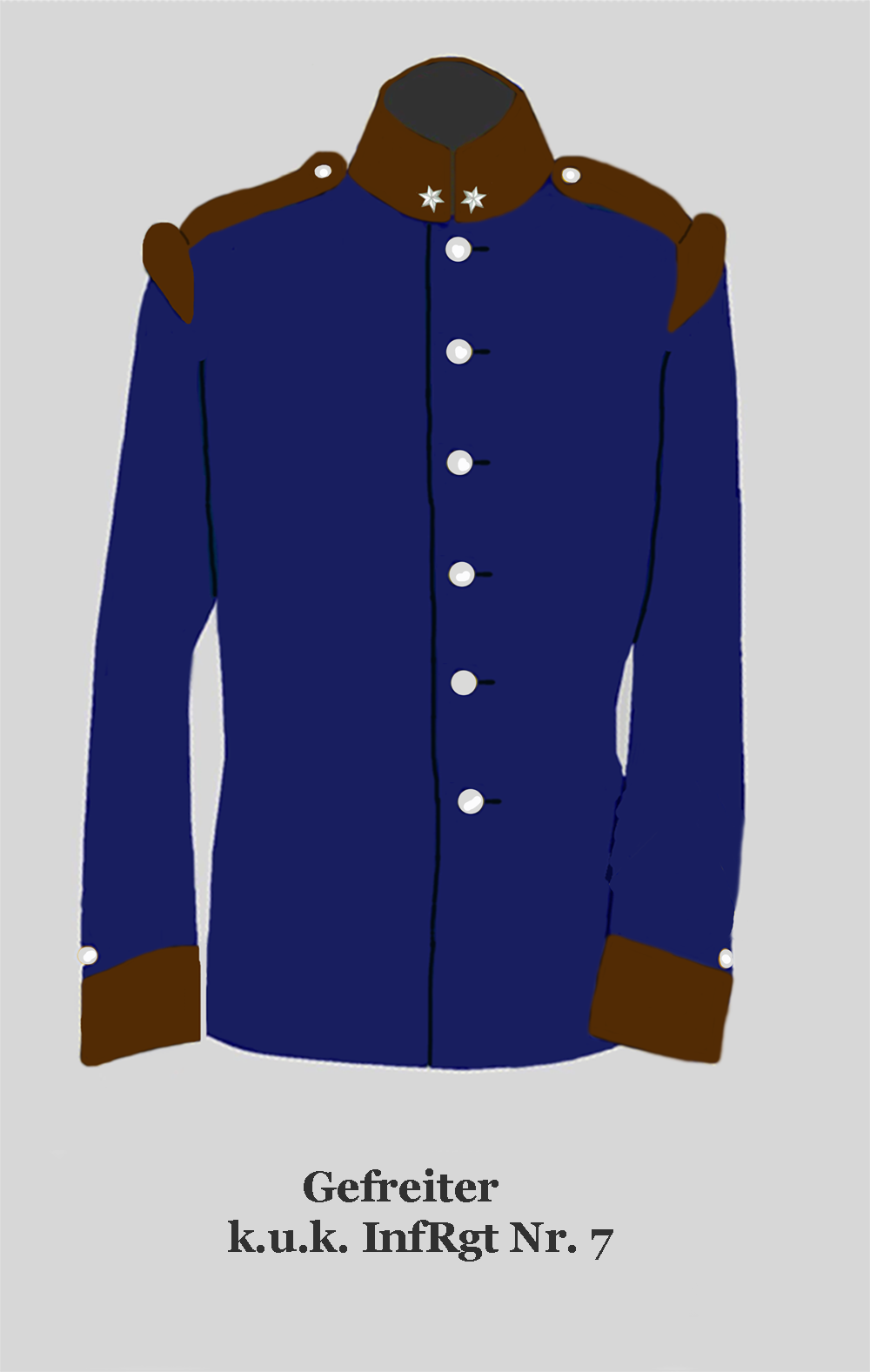
IR 7
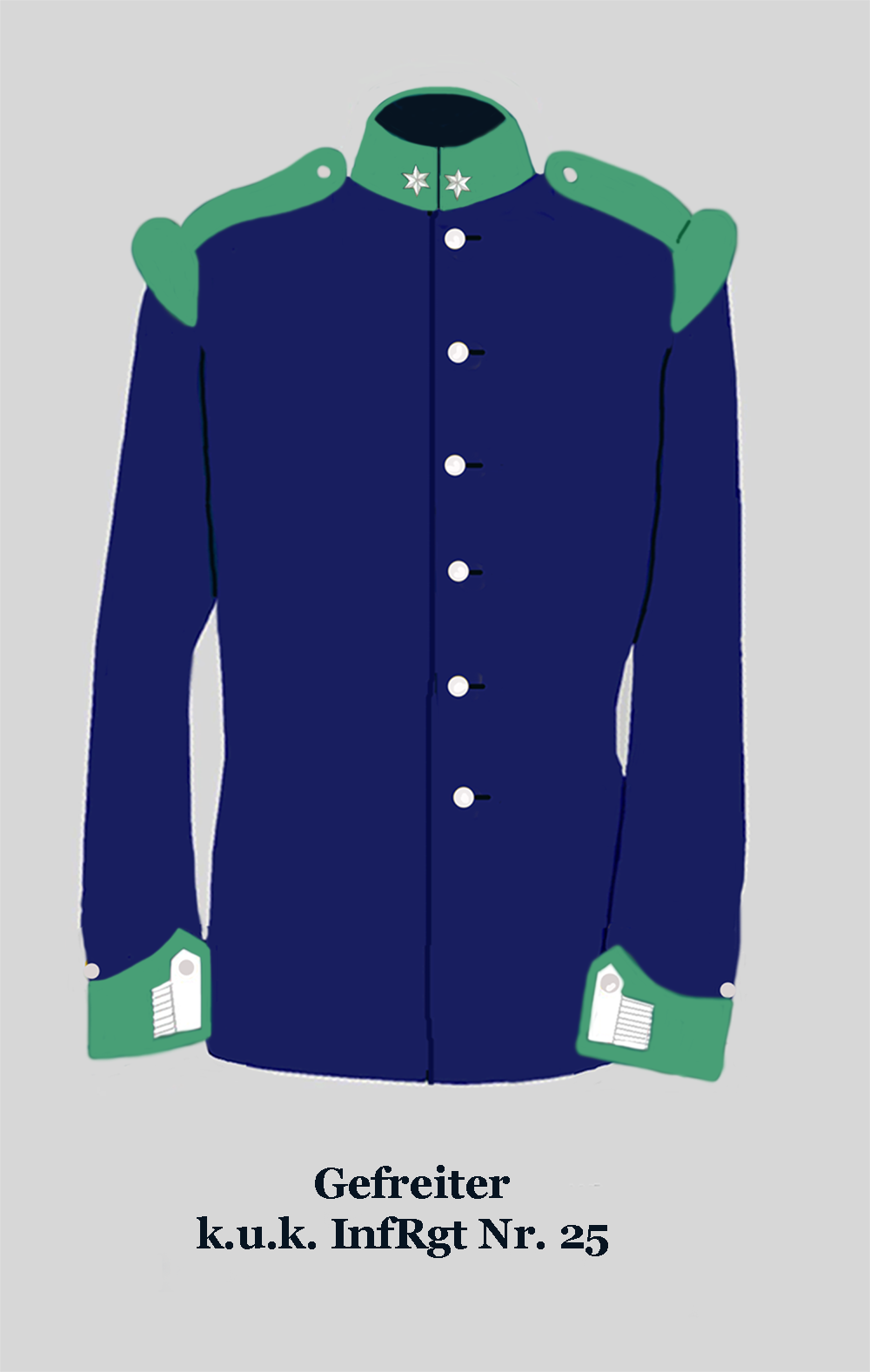
IR 25
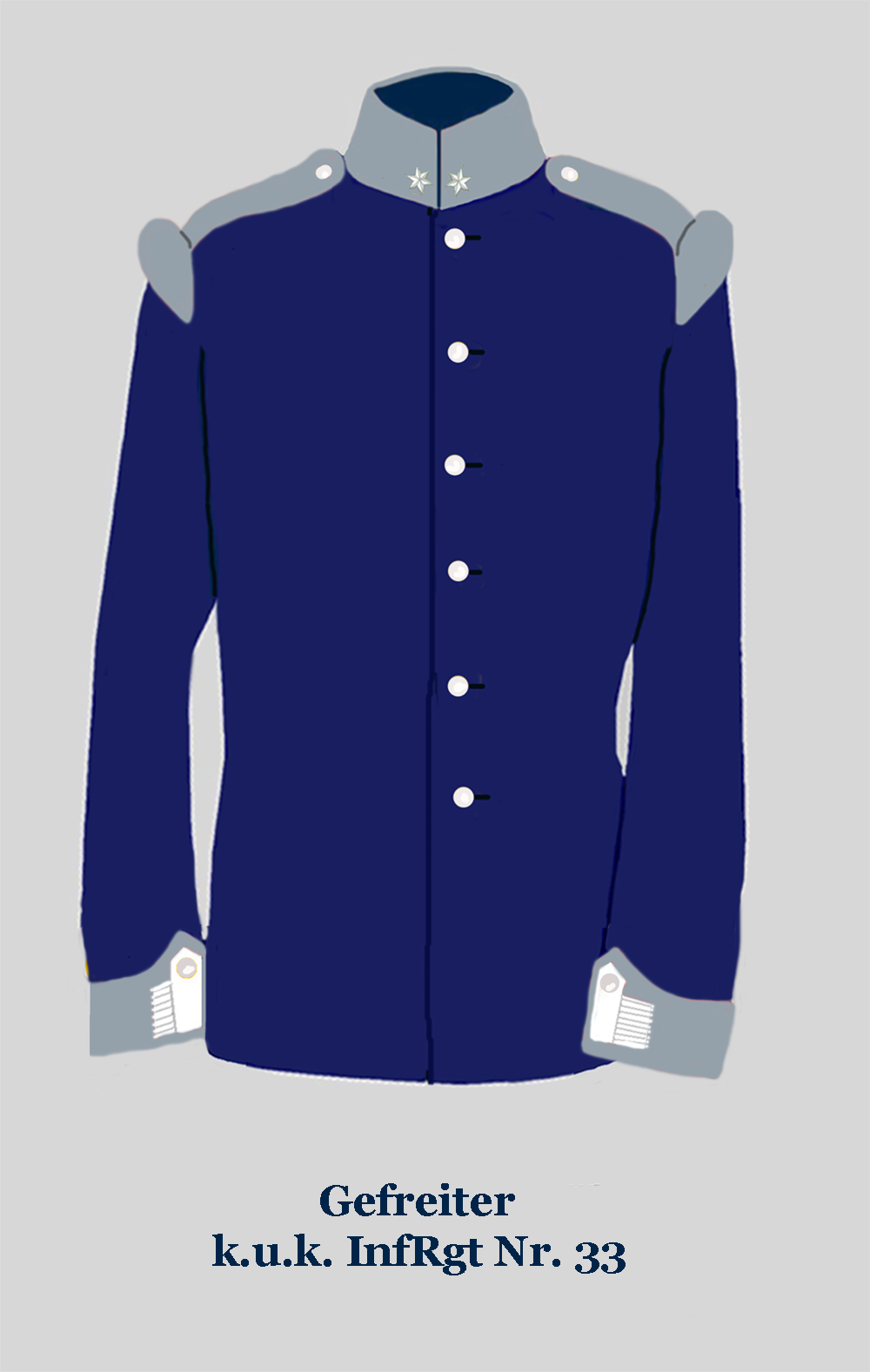
IR 33
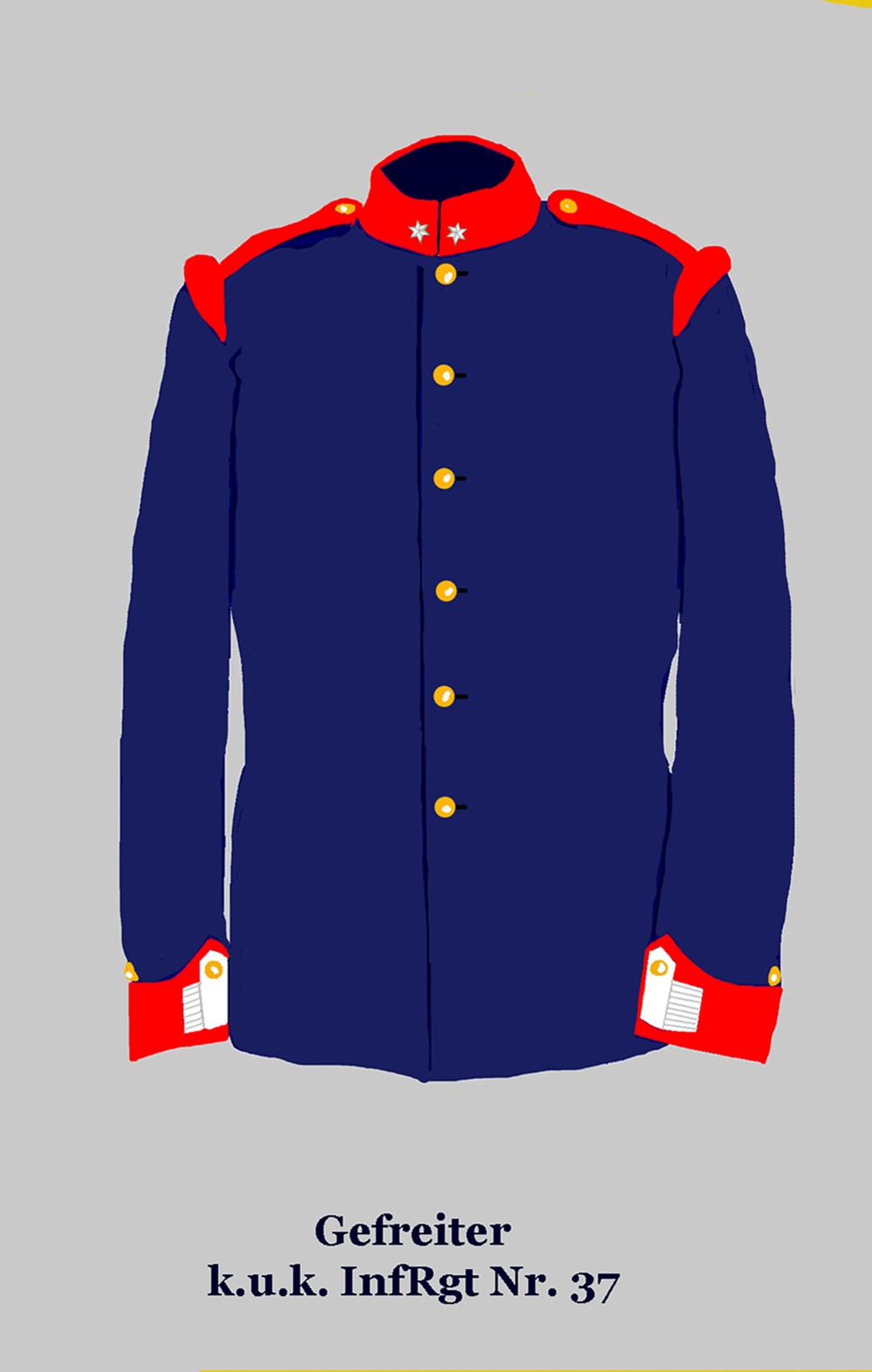
IR 37
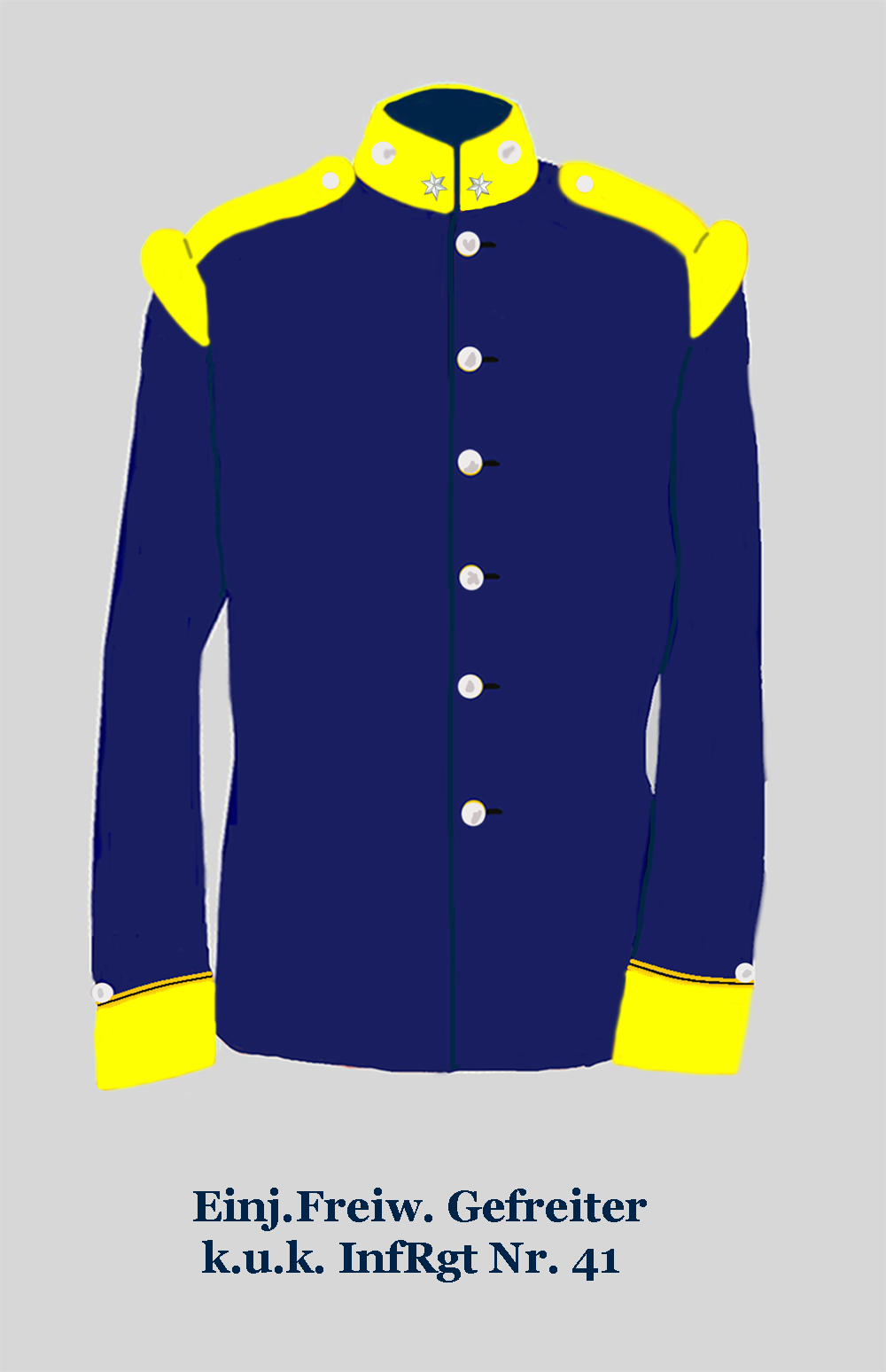
IR 41
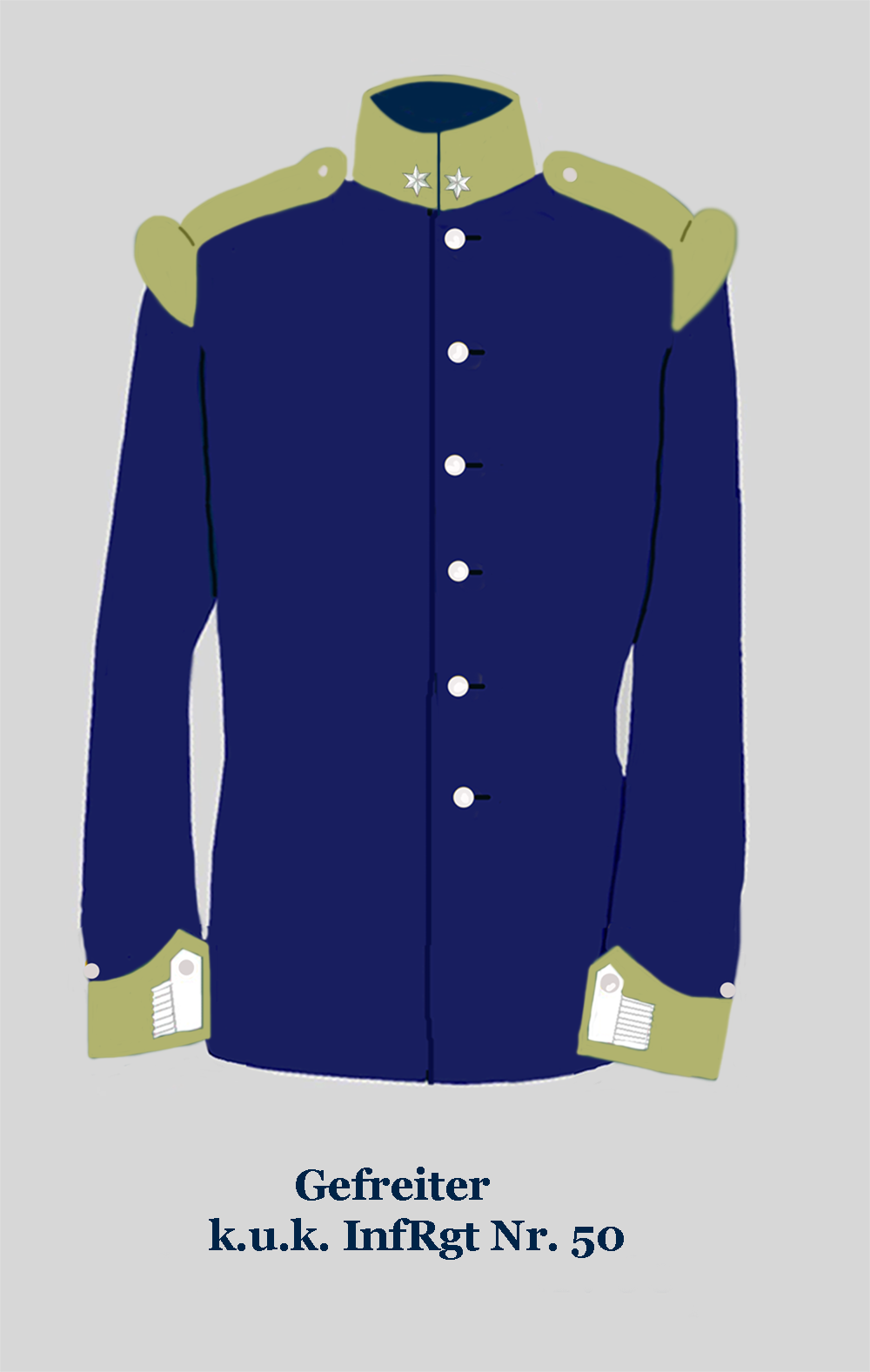
IR 50
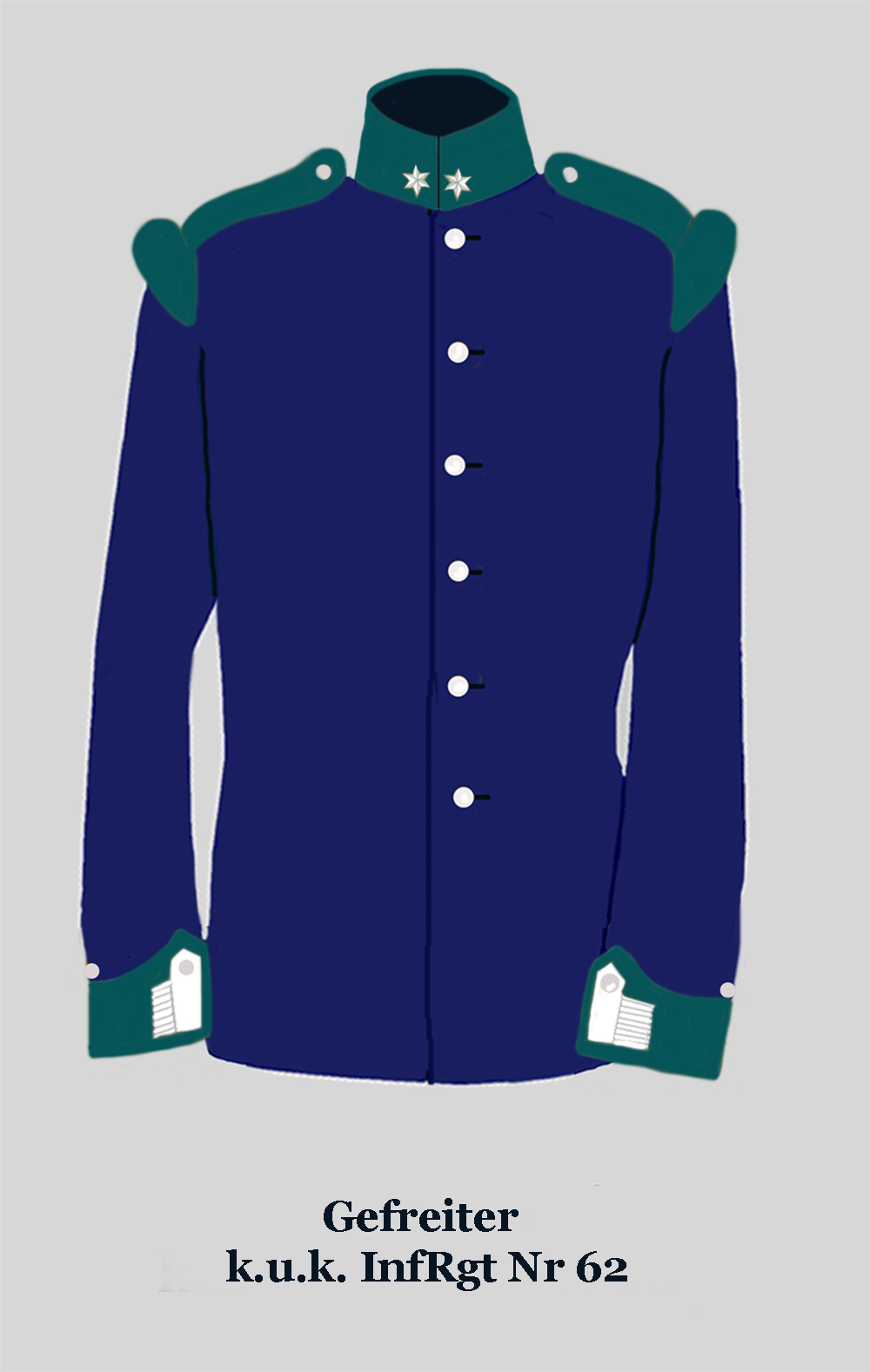
IR 62
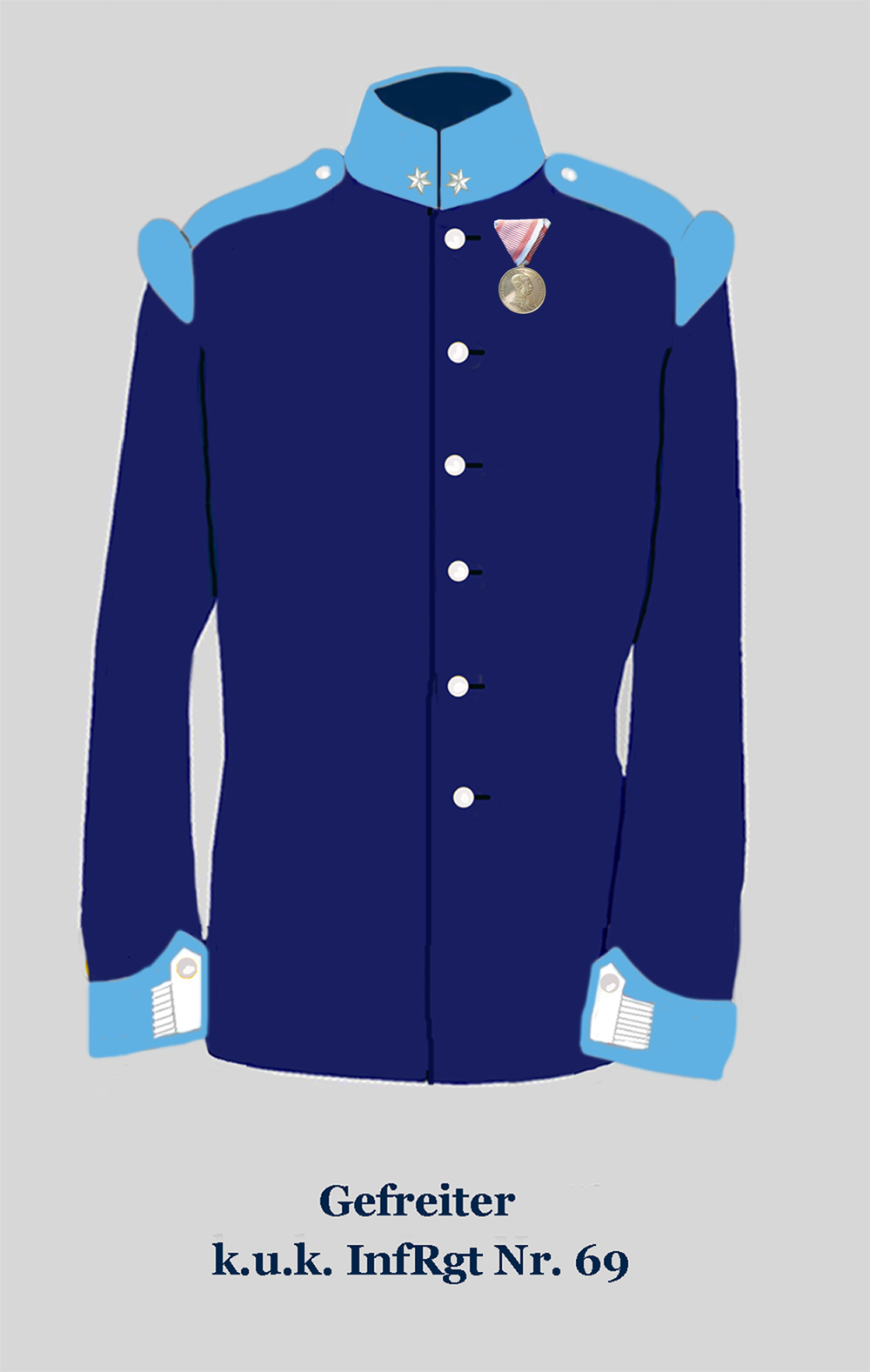
IR 69
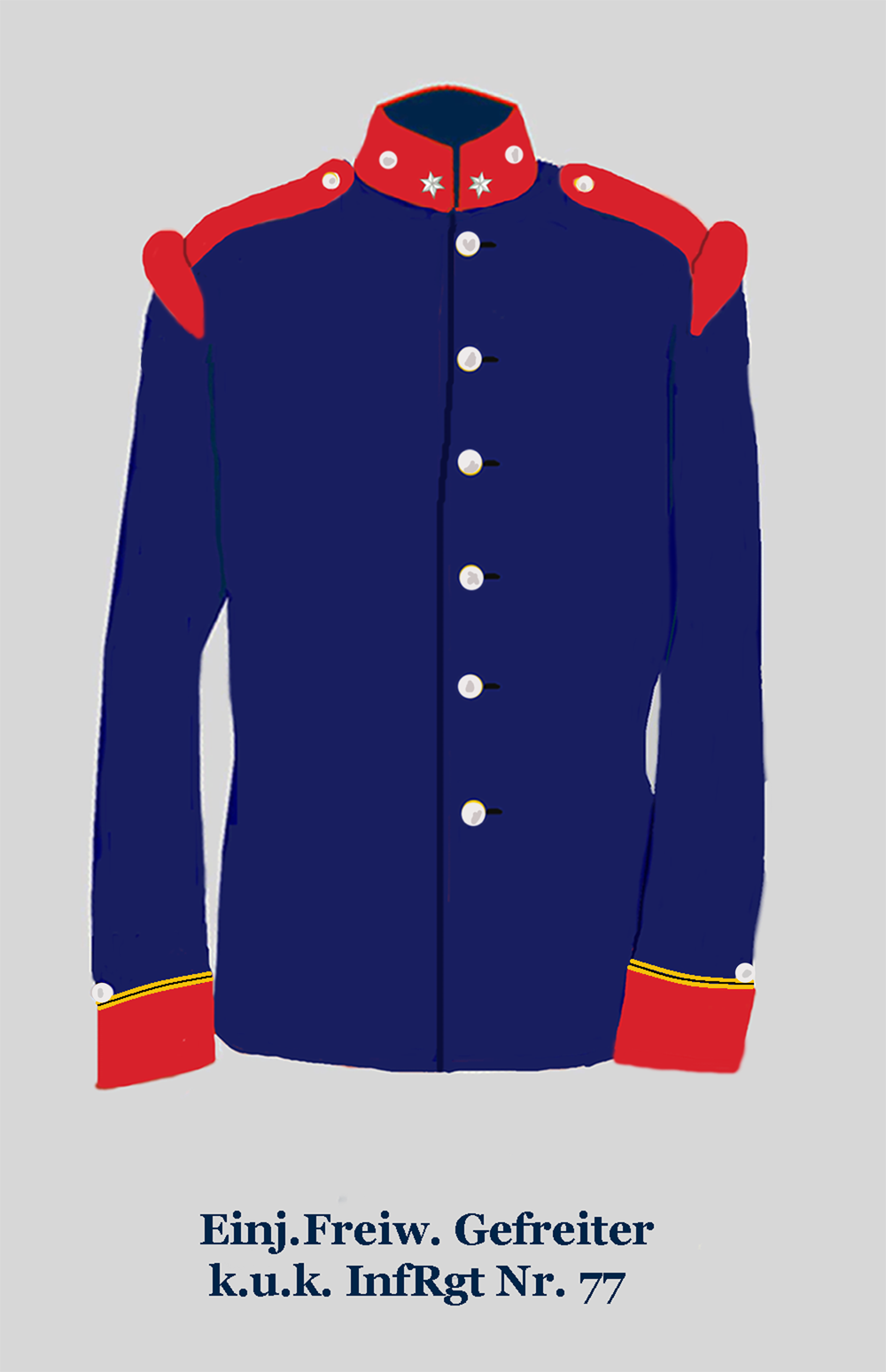
IR 77
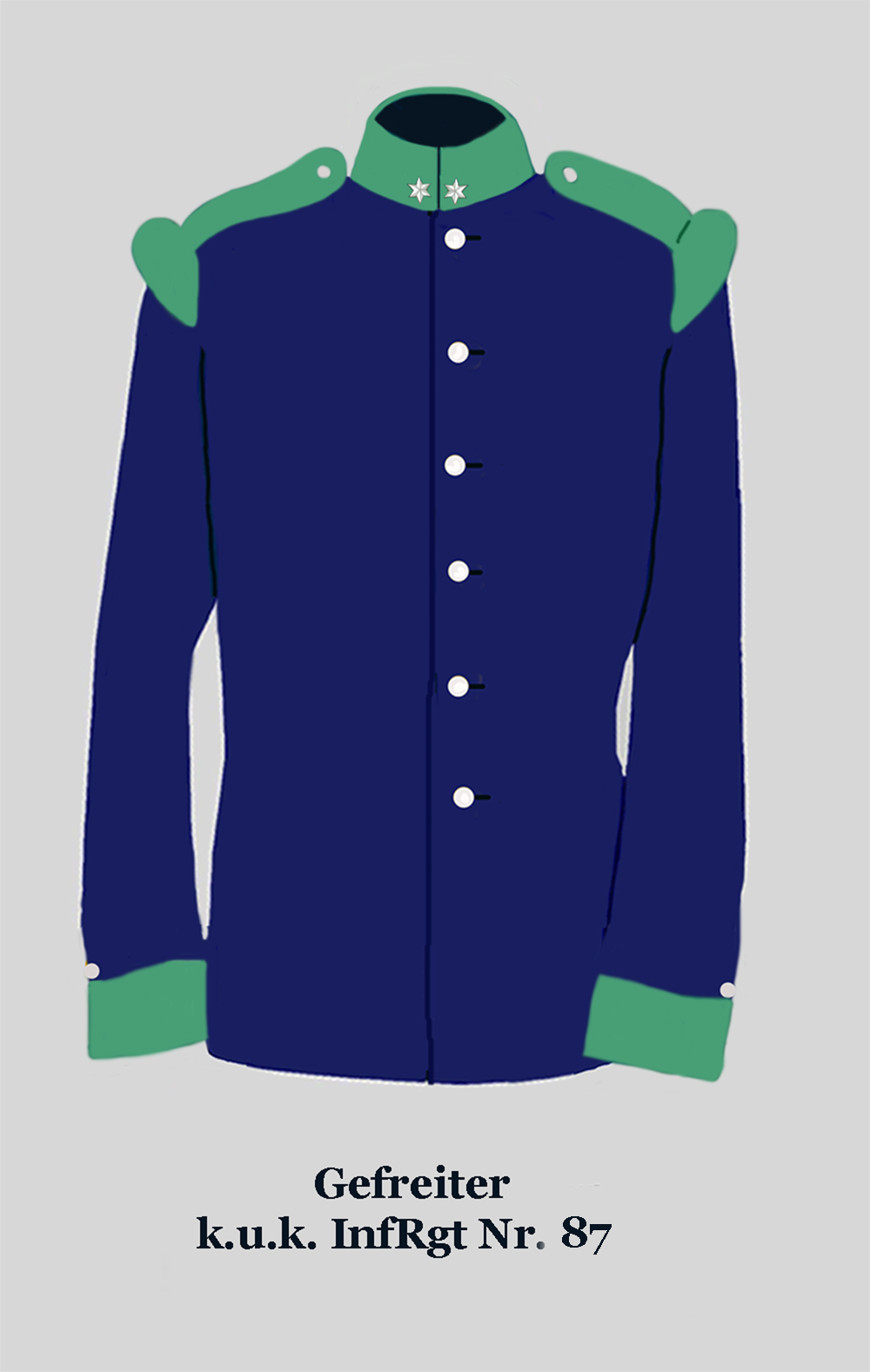
IR 87
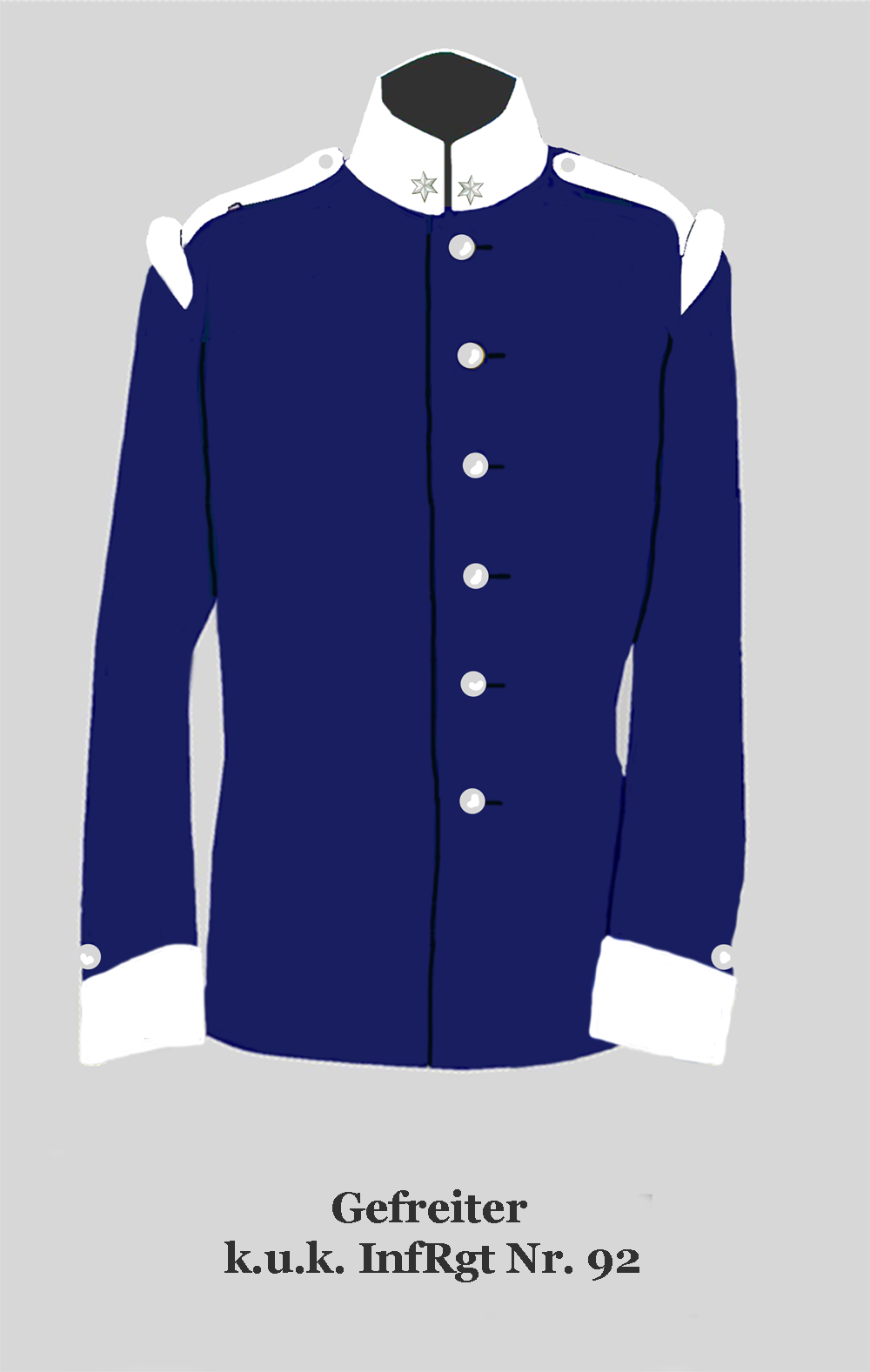
IR 92
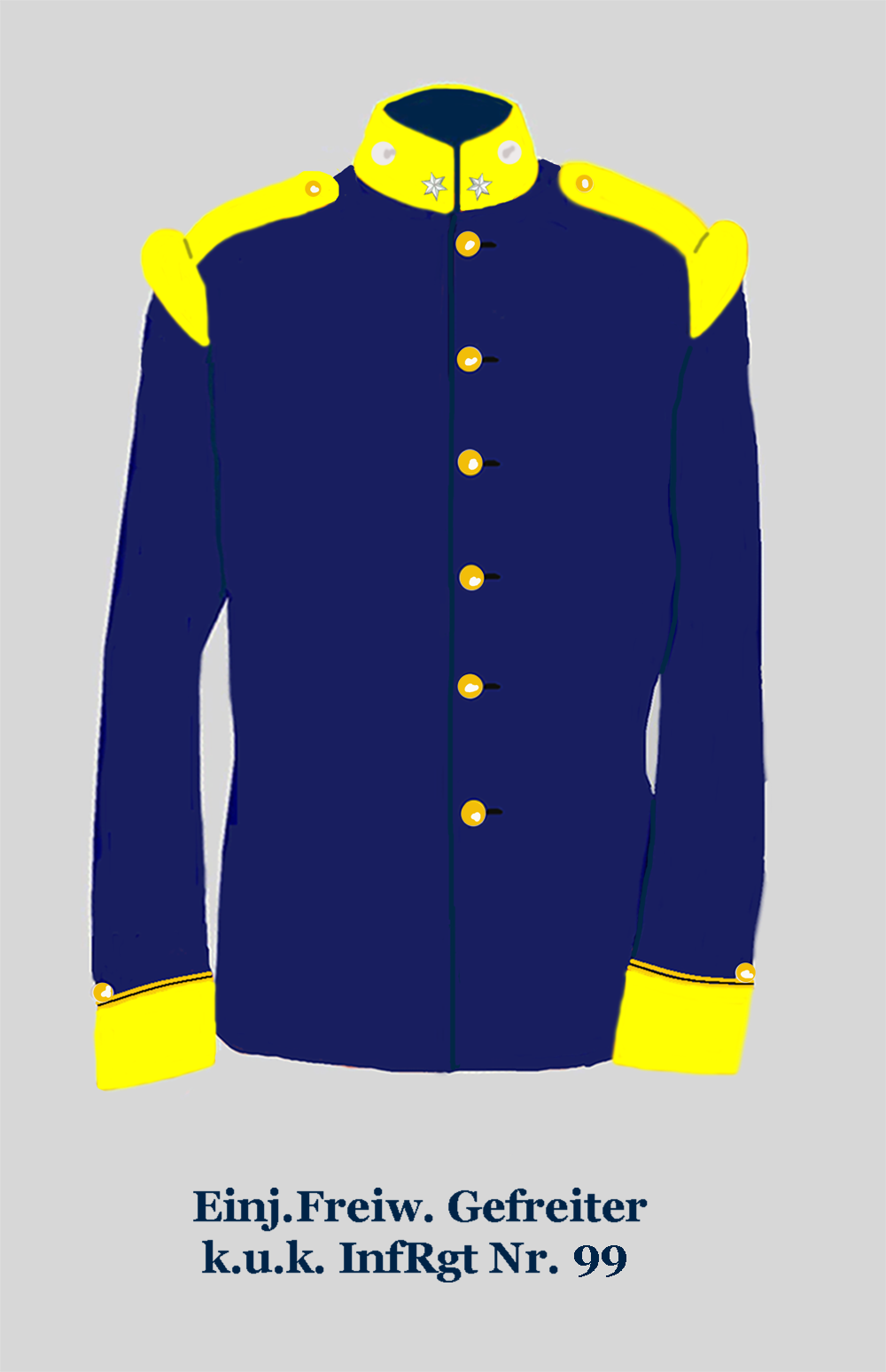
IR 99
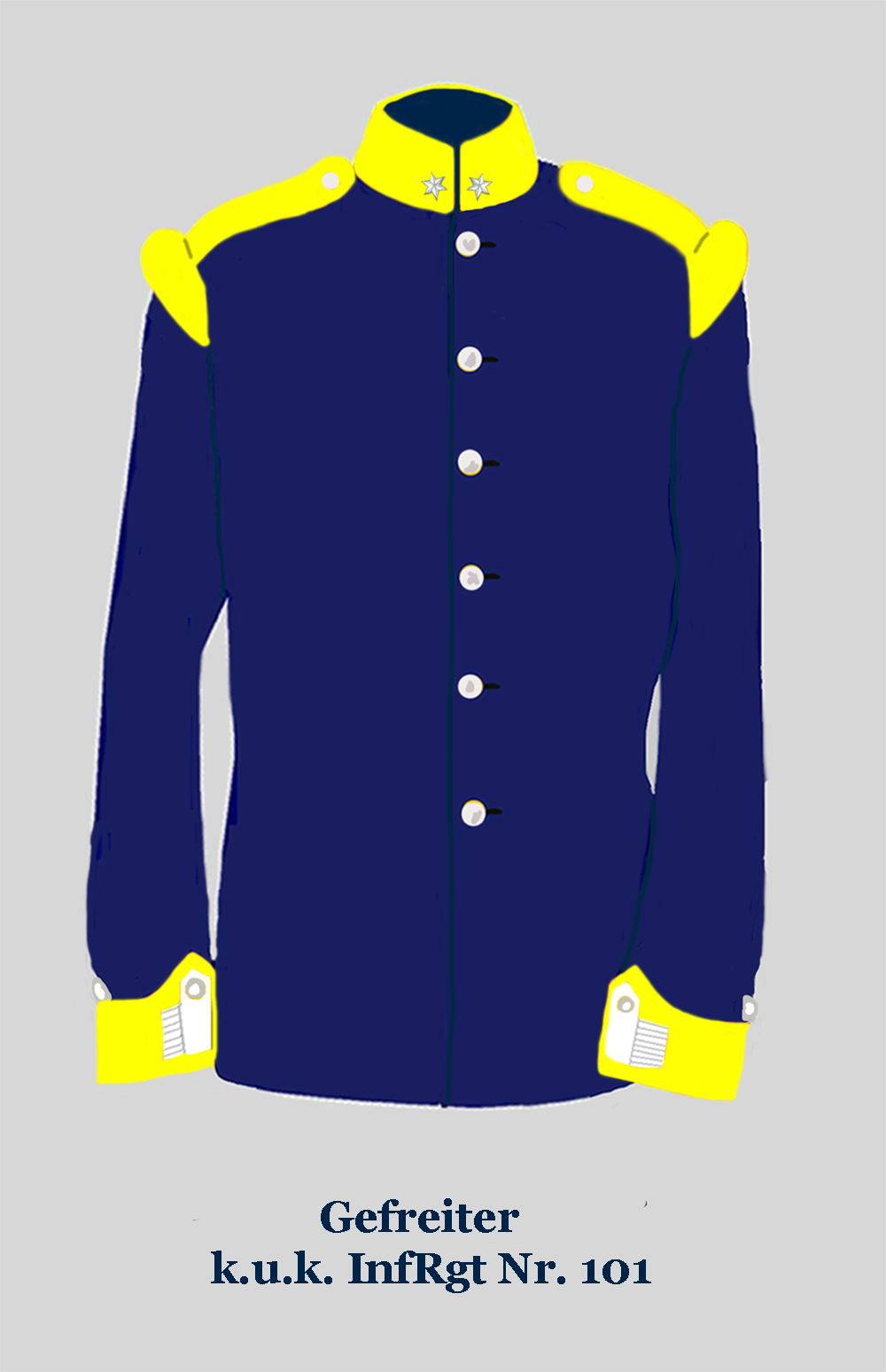
IR 101

## Efreitorîn Rusia și în statele post-sovietice
Efreitor (rusă ефрейтор) este un cuvânt german împrumutat în limba rusă și se referă la un grad similar în Armata Rusă.
În Rusia, gradul de efreitor a fost introdus de către Petru I în 1716 în unitățile de infanterie, cavalerie și geniu. Acest grad nu a fost utilizat după 1722. În timpul domniei lui Pavel I s-a introdus un grad echivalent pentru soldați, care după domnia lui Alexandru I a fost folosit doar pentru Garda Imperială. Gradul de efreitor a fost reintrodus în cursul reformelor militare din 1826.

În forțele armate ale Uniunii Sovietice (și mai târziu ale Federației Ruse) efreitor este cel mai înalt grad acordat recruților. El este comparabil cu gradul OR-2 în forțele armate anglofone, potrivit sistemului de echivalare a gradurilor al NATO.
| Grad inferior: Rjadovoi | Efreitor | Grad superior: Sergent |